# Unia krakowsko-wileńska
Unia krakowsko-wileńska, skr. Unia wileńska – porozumienie polsko-litewskie zawarte w dokumentach podpisanych w Krakowie 6 maja 1499 r. i w Wilnie 24 lipca tegoż roku.

## Geneza unii
Po śmierci Kazimierza Jagiellończyka w 1492 r. nastąpiło przerwanie unii personalnej Polski i Wielkiego Księstwa Litewskiego. Królem Polski został wybrany Jan I Olbracht, wielkim księciem litewskim, zgodnie z życzeniami  panów litewskich, domagających się stałej obecności władcy w państwie i wolą  zmarłego monarchy,  został  młodszy brat,  Aleksander. Trwające już od stu lat  związki  obu państw nie zostały jednak zerwane. Władcy uzgadniali swe posunięcia w polityce zagranicznej. Litwa zajmowała się polityką moskiewską i kontaktami z Tatarami. Polska reprezentowała również interesy litewskie w Turcji, w państwach zachodnich i w  Watykanie, podobnie jak to było za Kazimierza Jagiellończyka. Państwa udzielały sobie pomocy militarnej. Dlatego można mówić o rodzaju ścisłej unii dynastycznej w tym okresie.
Niepowodzenia jakie spotkały Polskę (klęska bukowińska w 1497) i Litwę (wojna z Moskwą 1492-1494 i zagrożenie kolejną) oraz brak współdziałania z będącymi również wówczas pod władzą Jagiellonów Czechami i Węgrami osłabiły znaczenie międzynarodowe państw jagiellońskich i  uzmysłowiły przywódcom politycznym Polski i Litwy zalety ścisłego współdziałania państw. Obie strony uznały za korzystne zacieśnienie związku i zapobieżenie ewentualnemu rozpadowi w przypadku przedłużającego się rozdziału tronów.

## Postanowienia unii
Podpisane porozumienie jest właściwie przymierzem wojskowo-politycznym, przewidującym enigmatycznie wpływ partnerów na  wybór swoich władców w przyszłości. Nawiązano do aktu unii w Horodle z 1413 r., pomijając akty Witolda i Władysława Jagiełły dotyczące  inkorporacji Litwy do Polski.
Przewidywania Unii
- udzielenie wzajemnej pomocy przeciw wrogom
- wypowiadanie wojny wyłącznie za zgodą drugiej strony
- wybór władcy każdego z państwa „za radą i wiadomością” drugiej strony

Brak drażniących Litwinów wzmianek o ewentualnej inkorporacji był ich sukcesem, wynikającym z chwilowej przewagi nad stroną Polską, spowodowanej niedawną klęską w Mołdawii. Niedługo potem Polacy, wykorzystując trudną sytuację Litwy podczas wojny litewsko-moskiewskiej 1500–1503,  próbowali w unii mielnickiej przeforsować swoją koncepcję unii. Niezależnie od bieżących politycznych rozgrywek porozumienie krakowsko-wileńskie potwierdzało wolę elit politycznych obu państw do dalszego istnienia związku polsko-litewskiego i jego pogłębienia. Postanowienie o udziale jednej strony w wyborze władcy drugiej było bardzo niejasne i całkowicie pomijało poważny dla Jagiellonów aspekt, a mianowicie ich prawo dziedziczenia tronu litewskiego. Była to kwestia istotna nie tylko dla dynastii. Polacy zdawali sobie sprawę, że jeżeli będą chcieli zacieśnić unię w przyszłości, to ich uprawnienie do wyboru własnego władcy będzie tylko iluzoryczne przy dziedzicznym tronie na Litwie. Zapis ten powstał więc prawdopodobnie z inicjatywy strony polskiej. Z drugiej strony panowie litewscy nie chcieli pozbawiać się możliwości  nacisku na Polaków, a Jagiellonowie nie mogli zrezygnować bez gwarancji dynastycznych w Polsce ze swego prawa.  Sprzymierzone państwa nie dojrzały jeszcze do rozwiązania tego problemu, stąd prawdopodobnie enigmatyczność zapisu.
W praktyce unia krakowsko-wileńska potwierdzała jedynie stan faktyczny w stosunkach pomiędzy Polską a Litwą, istniejący od wstąpienia na tron Polski w 1447 r.  Kazimierza Jagiellończyka, czyli ścisły sojusz dwóch suwerennych państw, mających od 1492 r. różnych władców.